# إيفا كوبليتا
إيفا كوبليتا (باللاتفية: Ieva Kubliņa)‏ مواليد 8 يوليو 1982 في ريغا، هي لاعبة كرة سلة لاتفية. بدأت مسيرتها الاحترافية في سنة 1997. تم اختيارها من قبل فريق إنديانا فيفر خلال الدرافت. يبلغ طولها 6 قدم 4 بوصة (1.9 م). مثلت منتخب بلادها. شاركت في دورة الألعاب الأولمبية الصيفية سنة 2008. اعتزلت اللعب في 2014.

## روابط خارجية
- إيفا كوبليتا على موقع الاتحاد الدولي لكرة السلة (الإنجليزية)
- إيفا كوبليتا على موقع كرة السلة الأوروبية.كوم (الإنجليزية)
- إيفا كوبليتا على موقع كلية كرة السلة في سبورتس رفرنس.كوم (الإنجليزية)
- إيفا كوبليتا على موقع بروبوليرز (الإنجليزية)
- إيفا كوبليتا على موقع سبورتس رفرنس (الإنجليزية)
- إيفا كوبليتا على موقع سبورتس رفرنس (الإنجليزية)
- إيفا كوبليتا على موقع اللجنة الأولمبية الدولية (الإنجليزية)
- إيفا كوبليتا على موقع أوليمبيديا (الإنجليزية)
- إيفا كوبليتاعلى موقع اللجنة الأولمبية اللاتفية (مؤرشف) (اللاتفية)